# SpaceX Crew-1
SpaceX Crew-1 (também conhecido como Crew-1 ou US Crew Vehicle-1 - USCV-1) é o primeiro voo tripulado da nave espacial Crew Dragon Resilience da companhia Space-X e o segundo voo orbital no geral, em missão lançada em 16 de novembro de 2020, transportando quatro membros da Expedição 64 para a Estação Espacial Internacional (EEI/ISS).

## Tripulação
Michael Hopkins e Victor Glover foram anunciados como tripulantes no dia 3 de agosto de 2018. Um astronauta japonês, Soichi Noguchi e a astronauta da NASA Shannon Walker foram adicionados no dia 31 de março de 2020.
| Posição                  | Astronauta      |
| ------------------------ | --------------- |
| Comandante da espaçonave | Michael Hopkins |
| Piloto                   | Victor Glover   |
| Especialista de missão 1 | Soichi Noguchi  |
| Especialista de missão 2 | Shannon Walker  |

### Reserva
| Posição                  | Astronauta     |
| ------------------------ | -------------- |
| Comandante da espaçonave | Kjell Lindgren |

## Missão

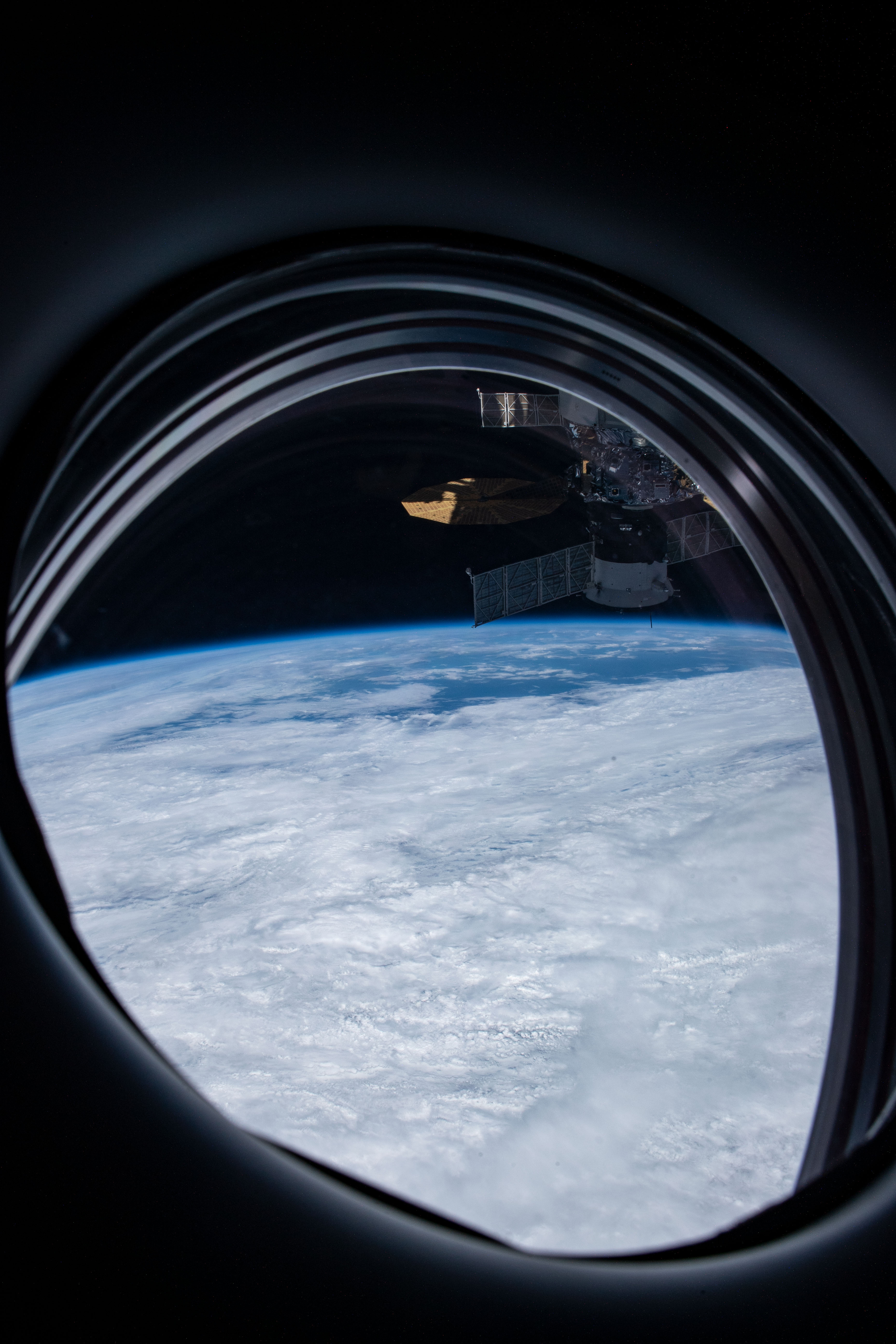
Vista a partir da janela da Dragon

Em 2019, a primeira missão tripulada comercial foi designada como SpaceX Crew-1, originalmente anunciada em novembro de 2012, com o lançamento para novembro de 2016. No fim de março/abril de 2013, foi anunciado que o lançamento seria atrasado por outro ano, caindo em novembro de 2017. A nave, batizada de C207 Resilience, da Crew-1 acoplará no porto avançado International Docking Adapter, afixado ao PMA-2 no módulo Harmony. Em junho de 2020, era esperado que a missão ocorreria no meio de setembro, porém a missão foi lançada somente em 16 de novembro do Centro Espacial Kennedy, com previsão de durar 180 dias, o que significa que o voo retornará à Terra por volta de junho de 2021. A missão envolve quatro tripulantes. Em preparação para o lançamento, oficiais da NASA e Roscosmos designaram uma Soyuz reserva. Quando chegar a hora de rotacionar as tripulações após cerca de seis meses, Crew-2 começará a ser preparada para lançar.

## Linha do tempo
| MET       | Time (EST)  | Time (UTC) | Date (UTC)       | Evento |
| --------- | ----------- | ---------- | ---------------- | --- |
| −7:40:00  | 11:47:15 AM | 16:47:15   | 15 novembro 2020 | Vigília da tripulação                                                                                             |
| −05:30:00 | 1:57:15 PM  | 18:57:15   | 15 novembro 2020 | Briefing de prontidão para lançamento                                                                             |
| −05:00:00 | 2:27:15 PM  | 19:27:15   | 15 novembro 2020 | Mudança de lançamento no console                                                                                  |
| −04:59:59 | 2:27:16 PM  | 19:27:16   | 15 novembro 2020 | Alinhamento Dragon IMU e configuração de lancamento                                                               |
| −04:30:00 | 2:57:15 PM  | 19:57:15   | 15 novembro 2020 | Suporte de presurização da Dragon                                                                                 |
| −04:15:00 | 3:12:15 PM  | 20:12:15   | 15 novembro 2020 | Resumo do tempo da tripulação                                                                                     |
| −04:05:00 | 3:22:15 PM  | 20:22:15   | 15 novembro 2020 | Transferência da tripulação                                                                                       |
| −04:00:00 | 3:27:15 PM  | 20:27:15   | 15 novembro 2020 | Vestindo os trajes e checkouts                                                                                    |
| −03:22:00 | 4:05:15 PM  | 21:05:15   | 15 novembro 2020 | Tripulação saiu da Neil Armstrong Operations and Checkout Building                                                |
| −03:15:00 | 4:12:15 PM  | 21:12:15   | 15 novembro 2020 | Tripulação a caminho do complexo de lançamento 39A                                                                |
| −02:35:00 | 4:52:15 PM  | 21:52:15   | 15 novembro 2020 | Entrada da tripulação                                                                                             |
| −02:20:00 | 5:07:15 PM  | 22:07:15   | 15 novembro 2020 | Verificação da comunicação                                                                                        |
| −02:15:00 | 5:12:15 PM  | 22:12:15   | 15 novembro 2020 | Verificação da rotação do assento                                                                                 |
| −02:14:00 | 5:13:15 PM  | 22:13:15   | 15 novembro 2020 | Verificações de vazamento do traje                                                                                |
| −01:55:00 | 5:32:15 PM  | 22:32:15   | 15 novembro 2020 | Escotilha fechada                                                                                                 |
| −01:10:00 | 6:17:15 PM  | 23:17:15   | 15 novembro 2020 | ISS state upload to Dragon                                                                                        |
| −00:45:00 | 6:42:15 PM  | 23:42:15   | 15 novembro 2020 | SpaceX launch director verifies go for propellant load                                                            |
| −00:42:00 | 6:45:15 PM  | 23:45:15   | 15 novembro 2020 | Crew access arm retracts                                                                                          |
| −00:37:00 | 6:49:15 PM  | 23:49:15   | 15 novembro 2020 | Dragon launch escape system is armed                                                                              |
| −00:35:00 | 6:52:15 PM  | 23:52:15   | 15 novembro 2020 | RP-1 (rocket grade kerosene) loading begins; 1st stage LOX (liquid oxygen) loading begins                         |
| −00:16:00 | 7:11:15 PM  | 00:11:15   | 16 novembro 2020 | Inicia carregamento do 2º stágio LOX                                                                              |
| −00:07:00 | 7:20:15 PM  | 00:20:15   | 16 novembro 2020 | Falcon 9 inicia o resfriamento do motor antes do lançamento                                                       |
| −00:05:00 | 7:22:15 PM  | 00:22:15   | 16 novembro 2020 | Dragon transitions to internal power                                                                              |
| −00:01:00 | 7:26:15 PM  | 00:26:15   | 16 novembro 2020 | Command flight computer to begin final prelaunch checks; propellant tank pressurization to flight pressure begins |
| −00:00:45 | 7:26:30 PM  | 00:26:30   | 16 novembro 2020 | SpaceX launch director verifies go for launch                                                                     |
| −00:00:03 | 7:27:12 PM  | 00:27:12   | 16 novembro 2020 | Engine controller commands engine ignition sequence to start                                                      |
| +00:00:00 | 7:27:17 PM  | 00:27:17   | 16 novembro 2020 | Decolagem |
| +00:00:58 | 7:28:15 PM  | 00:28:15   | 16 novembro 2020 | Max Q (momento de pico do estresse mecânico no foguete)                                                           |
| +00:02:37 | 7:29:54 PM  | 00:29:54   | 16 novembro 2020 | 1st stage main engine cutoff (MECO)                                                                               |
| +00:02:40 | 7:29:57 PM  | 00:29:57   | 16 novembro 2020 | 1st and 2nd stages separate                                                                                       |
| +00:02:48 | 7:30:05 PM  | 00:30:05   | 16 novembro 2020 | 2nd stage engine starts                                                                                           |
| +00:07:29 | 7:34:46 PM  | 00:34:46   | 16 novembro 2020 | 1st stage entry burn                                                                                              |
| +00:08:50 | 7:36:07 PM  | 00:36:07   | 16 novembro 2020 | 2nd stage engine cutoff (SECO-1)                                                                                  |
| +00:08:59 | 7:36:16 PM  | 00:36:16   | 16 novembro 2020 | 1º estágio de queima de posuo                                                                                     |
| +00:09:29 | 7:36:46 PM  | 00:36:46   | 16 novembro 2020 | Patamar do primeiro estágio                                                                                       |
| +00:12:03 | 7:39:20 PM  | 00:39:20   | 16 novembro 2020 | Tripulação Dragon separa do segundo estágio                                                                       |
| +00:12:48 | 7:40:05 PM  | 00:40:05   | 16 novembro 2020 | Dragon inicia a sequência de abertura do cone                                                                     |
| +1/       | 9:22 PM     | 02:22      | 17 novembro 2020 | Dragon inicia a fase de abordagem na ISS.                                                                         |
| +1/03:33  | 11:01 PM    | 04:01      | 17 novembro 2020 | Dragon acopla na ISS                                                                                              |
| +1/05:34  | 1:02 AM     | 6:02       | 17 novembro 2020 | Escotilha foi aberta                                                                                              |